# Хамзаоглу, Хамза
Хамза Хамзаоглу (тур. Hamza Hamzaoğlu; род. 1 января 1970, Комотини) — турецкий футболист, ныне футбольный тренер. Большую часть своей карьеры игрока провёл в стамбульских клубах «Галатасарай» и «Истанбулспор». С декабря 2014 года по ноябрь 2015 года занимал должность главного тренера «Галатасарая», который привёл к 20-му чемпионскому титулу.

## Игровая карьера
Хамза Хамзаоглу начинал свою карьеру футболиста в 1988 году в клубе «Измирспор», выступавшем тогда во Второй лиге. В 1991 году он перешёл в «Галатасарай», где провёл 4 сезона. В составе стамбульского клуба Хамзаоглу дважды становился чемпионом Турции (в сезонах 1992/93 и 1993/94), по разу побеждал в Кубке и Суперкубке страны в 1993 году. В 1995 году он стал игроком «Истанбулспора», за который выступал следующие 4 года. В 1999 году Хамзаоглу перебрался в «Сииртспор», клуб Второй лиги, вместе с которым он добился выхода в элитную лигу по итогам первого же сезона. Чемпионат 2000/01 Хамзаоглу также провёл за «Сииртспор», который по итогам турнира покинул Первую лигу, а футболист перебрался в команду Второй лиги «Йимпаш Йозгатспор». Спустя ещё год Хамзаоглу перешёл в «Коньяспор», за который он в сезоне 2002/03 забил в Первой лиге 10 мячей и помог команде выиграть лигу и завоевать продвижение в Суперлигу. После чего Хамзаоглу завершил карьеру футболиста, выступая за «Бейлербейи», клуб Третьей лиги.

## Международная карьера
За сборную Турции Хамза Хамзаоглу провёл лишь 1 матч, появившись на поле в гостевой игре отборочного турнира чемпионата мира 1994 против сборной Норвегии. На 81-й минуте матча он заменил Мехмета Оздилека.

## Тренерская карьера
После завершения карьеры профессионального футболиста Хамза Хамзаоглу начал свою тренерскую деятельность. В сезоне 2008/09 он был назначен главным тренером «Малатьяспора», аутсайдера Первой лиги. Под его руководством команда, испытывавшая финансовые проблемы, выиграла лишь 3 из 15 игр (1 ничья, 11 поражений). В марте 2009 года он покинул свой пост, следующей командой которую возглавил Хамзаоглу стал «Эюпспор», клуб Второй лиги, в октябре того же года. В сезоне 2010/11 он стал тренером «Денизлиспора», долгое время лидировавшего под его руководством в Первой лиге. 1 февраля 2011 Хамзаоглу ушёл с этой должности, а 1 марта стал главным тренером другого клуба Первой лиги «Акхисар Беледиеспор», боровшегося за выживание. Но уже в следующем сезоне «Акхисар Беледиеспор» под его руководством боролся за выход в Первую лигу, а по итогам последнего тура и вовсе выиграл лигу. «Акхисар Беледиеспор» впервые в своей истории вышел в главную турецкую лигу.
Следующие 2 года Хамзаоглу продолжал работать главным тренером «Акхисара Беледиеспора», который занимал соответственно 14-е и 10-е места в сезонах 2012/13 и 2013/14. 6 декабря 2014 года Хамзаоглу был назначен главным тренером «Галатасарая». По итогам сезона 2014/15 стамбульская команда во главе с Хамзаоглу сделала дубль, выиграв чемпионат и Кубок Турции. 13 июня 2015 он подписал с клубом трёхлетний контракт.

## Достижения

### В качестве игрока
«Галатасарай»
- Чемпион Турции (2): 1992/93, 1993/94
- Обладатель Кубка Турции: 1992/93
- Обладатель Суперкубка Турции: 1993

«Коньяспор»
- Победитель Первой лиги: 2002/03

### В качестве главного тренера
«Акхисар Беледиеспор»
- Победитель Первой лиги: 2011/12

«Галатасарай»
- Чемпион Турции: 2014/15
- Обладатель Кубка Турции: 2014/15
- Обладатель Суперкубка Турции: 2015